# پردیس سینمایی شهر آفتاب
پردیس سینمایی شهر آفتاب سینمایی در شهر قم، ایران است.
این سینما که در سال ۱۳۶۰ تأسیس شده در اسفند ۱۳۹۷ پس از بازسازی با سه سالن نمایش بازگشایی شده‌است.